# Cremosperma hirsutissimum
Cremosperma hirsutissimum är en tvåhjärtbladig växtart som beskrevs av George Bentham. Cremosperma hirsutissimum ingår i släktet Cremosperma och familjen Gesneriaceae.

## Underarter
Arten delas in i följande underarter:
- C. h. album
- C. h. demissum
- C. h. glabrum
- C. h. hirsutissimum